# Radio Béton
 (janvier 2016).
Radio Béton est une station de radio associative française de catégorie A locale créée en 1984, diffusant ses programmes sur Tours et une grande partie du département d’Indre-et-Loire, sur la fréquence 93.6 FM. Sa création est contemporaine du mouvement des radios libres des années 1980.

## Historique

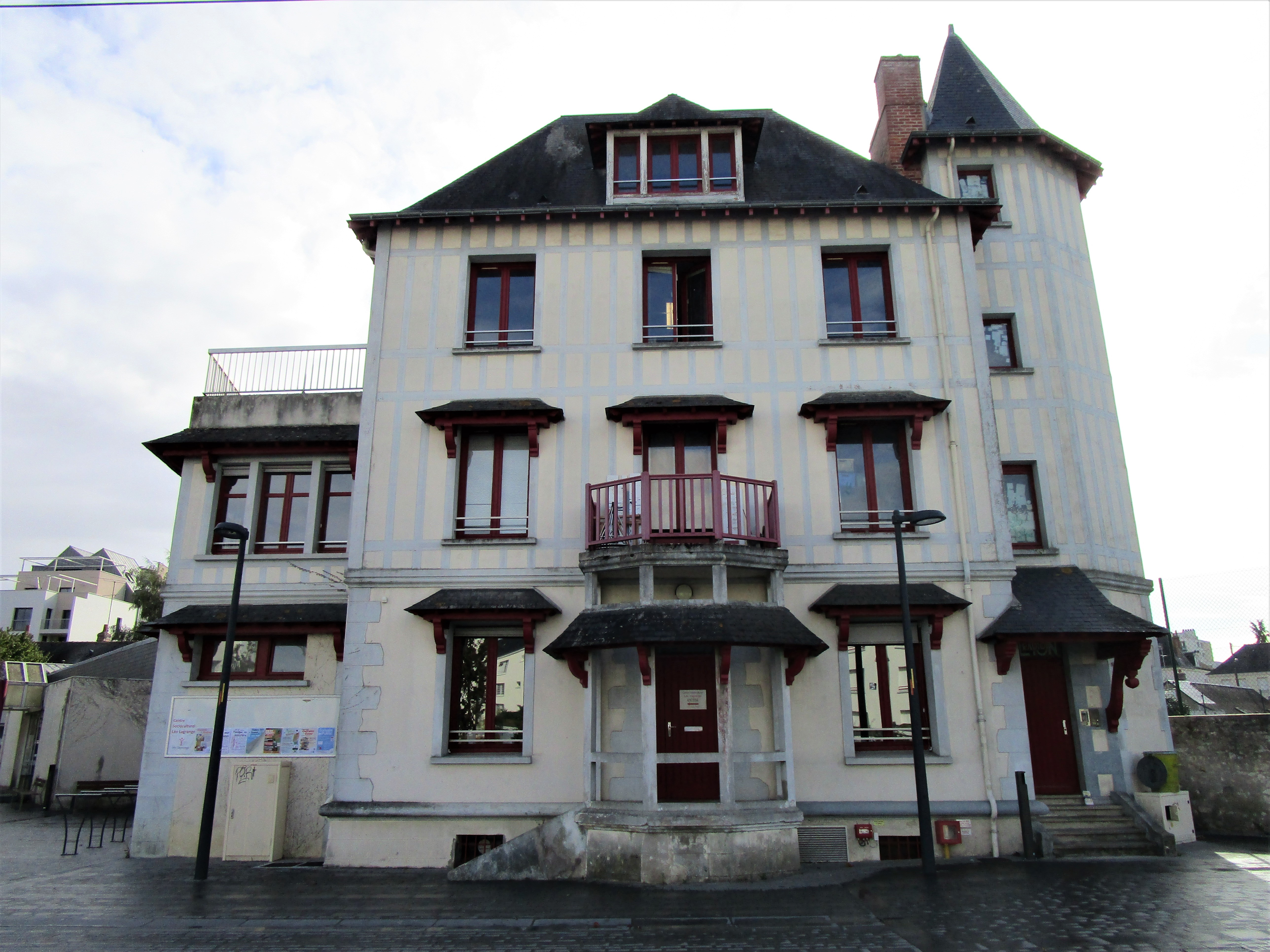
Locaux de Radio Béton, dans le quartier Saint-Symphorien de Tours.

Créée en 1984, Radio Béton commence à émettre en novembre 1985 sans autorisation, tout comme la plupart des radios libres. Interdite en mai 1986 par la Haute Autorité de la communication audiovisuelle elle organise alors le festival Aucard de Tours. Sans autorisation toujours, elle reprend ses émissions en novembre 1986 jusqu’en juin 1990, où le Conseil supérieur de l'audiovisuel fait saisir le matériel. Après de nombreuses tractations et surtout une manifestation dans les rues de Tours, la radio obtient finalement en octobre 1990 le droit d’émettre[réf. nécessaire].
Béton intègre et co-fonde  alors en 1991 la Fédération des Radios associatives Rock.

### Anniversaire
Radio Béton fête en 2016 ses trente ans d'existence et édite à cette occasion un livre choral, composé de multiples témoignages d'adhérents à l'association depuis ses débuts, sous le titre Les 30 Furieuses.

## Fonctionnement
La radio est animée par des salariés et par des bénévoles. Ne diffusant pas de publicité, elle échappe à toute contrainte commerciale et peut ainsi s’autoriser une liberté de ton et de programmation.

## Orientations
Les choix de diffusion sont orientés vers la diversité musicale et la promotion des artistes ignorés par les circuits commerciaux. Avant-gardiste et alternative, elle s’intéresse aux talents musicaux locaux et s'implique également dans la vie culturelle de la région de Tours.

### Diversité
La diversité se traduit notamment par des émissions thématiques : Les Canons de Navarone (ska), La Face B (Rap) , Tankya du son (Musiques du monde) , Tankya du Raï (oriental), Rainy Days (celtique), Espace tropical (antilles), Captain Funk on the Radio (funk),Du Blues Sinon Rien, Planet of Sound (indie rock).
En 1998, la radio crée le Pôle Info Musiques Actuelles (ou PIM@NT), une banque de données destinée à centraliser les informations, véritable relais entre les groupes musicaux et les organisateurs de concerts[réf. nécessaire].

### Engagement politique
Si Radio Béton est essentiellement une radio musicale, elle aborde aussi l’actualité économique et sociale. Quelques émissions sont consacrées aux débats politiques et au traitement de l'actualité locale : "Des ô et Débats" et "Demain le grand soir". La radio organise également chaque hiver une collecte de denrées alimentaires au profit de la Banque alimentaire d’Indre-et-Loire ainsi qu’une collecte de produits d’hygiène au profit du Secours populaire d’Indre-et-Loire[réf. nécessaire].
Parmi les engagements politiques les plus marquants de la station, on peut mentionner en particulier :
- En 1996 : Lors de la venue de Jean-Paul II à Tours, Radio Béton organise une manifestation radiophonique spéciale (le "Pape-Out"), où elle donne la parole à des catholiques en rupture avec les idées du pape[réf. nécessaire].
- En 1998 : Lors de la venue de Bruno Mégret à Tours pour une campagne, la radio lance une campagne d’information pour contrer les idées du Front National et elle appelle les auditeurs à rejoindre une manifestation. Le responsable du FN d’Indre-et-Loire menace verbalement la radio lors du meeting[réf. nécessaire].
- En 2011 : Quand le congrès du Front National eut lieu à Tours pour élire le nouveau chef du parti, Béton participa à une manifestation pour protester une fois de plus contre ces idées[réf. nécessaire].

### Implication dans la vie culturelle
Radio Béton organise plusieurs évènements culturels dans la région de Tours :
- Aucard de Tours. À la suite de son interdiction d’émettre, Radio Béton crée son premier festival le 21 juin 1986[5] sur l’Île Aucard, située sur la Loire, en plein cœur de Tours. Le festival a lieu tous les ans au mois de juin et reste l’un des évènements musicaux majeurs en Touraine avec désormais plus de 20000 festivaliers sur 5 jours.
- Festival Au Nom de la Loire (théâtre de rue). En 2003, après 6 années d'existence, Béton décide de se retirer de ce festival, refusant les nouvelles conditions d'organisation imposées par la Ville de Tours.
- Bourse aux disques et à la BD, évènement annuel aux Halles de Tours jusqu'en 2020 puis désormais au site  Mâme
- Depuis le début des années 2020 elle organise le marché de créateur le Marché de Léon by Béton dans le péristyle de la mairie de Tours un peu avant Noel

Elle envisage en 1996 de créer la toute première télévision locale en Touraine pour couvrir le festival Aucard de Tours. Le projet est cependant abandonné. Candidate à la gestion de la salle de musiques actuelles Le Temps Machine à Joué-lès-Tours en 2015, l'association ne remportera pas l'appel d'offre de l'agglomération Tour(s)plus, qui confie l'équipement culturel à l'ASSO dans le cadre d'une délégation de service public.

## Anecdote
Le groupe tourangeau Polémix et La Voix Off, qui donne dans la caricature sonore et mixe les discours des hommes politiques sur Radio Béton, a vu sa chanson « Tous les tizenfants » exclue de la compilation des Inrockuptibles sortie en décembre 2005. Selon les auteurs, relayés en cela par le Nouvel Observateur, la SACEM se serait opposée à la diffusion du titre à raison de son détournement des discours de Nicolas Sarkozy.